# Mamadou Bah
Mamadou Dioulde Bah (ur. 25 kwietnia 1988 w Konakry), wzrost: 183 cm, waga: 75 kg, gwinejski piłkarz, występuje na pozycji pomocnika.

## Kariera
Bah karierę rozpoczynał w gwinejskim klubie FC Friguiagbé. W 2006 roku przeszedł do rezerw francuskiego RC Strasbourg, grających w czwartej lidze. W sezonie 2007/2008 został włączony do pierwszej drużyny Strasbourga i 12 kwietnia 2008 w przegranym 0:2 meczu z Valenciennes FC, zadebiutował w Ligue 1. Na koniec sezonu zajął jednak z zespołem 19. miejsce w lidze i spadł z nim do Ligue 2. Z kolei w sezonie 2009/2010 wraz ze Strabourgiem spadł do Championnat National.
W 2010 roku Bah przeszedł do niemieckiego VfB Stuttgart. Przez 3 lata rozegrał tam 6 spotkań w Bundeslidze. W 2013 roku wrócił do Strasbourga, a w 2016 roku przeszedł do Vauban Strasbourg z piątej ligi.
Bah został powołany na Puchar Narodów Afryki 2008 w miejsce Kévina Constanta, który nie otrzymał w terminie pozwolenia na grę w reprezentacji Gwinei od FIFA.
| Sezon   | Klub            | Kraj    | Flaga   | Rozgrywki  | Mecze | Bramki |
| ------- | --------------- | ------- | ------- | ---------- | ----- | ------ |
| 2006/07 | RC Strasbourg B | Francja | Francja | CFA        | 2     | 0      |
| 2007/08 | RC Strasbourg B | Francja | Francja | CFA        | 16    | 3      |
| 2007/08 | RC Strasbourg   | Francja | Francja | Ligue 1    | 5     | 0      |
| 2008/09 | RC Strasbourg   | Francja | Francja | Ligue 2    | 27    | 2      |
| 2009/10 | RC Strasbourg   | Francja | Francja | Ligue 2    | 29    | 2      |
| 2010/11 | VfB Stuttgart   | Niemcy  | Niemcy  | Bundesliga | 2     | 0      |
| 2011/12 | VfB Stuttgart   | Niemcy  | Niemcy  | Bundesliga | 3     | 0      |
| 2012/13 | VfB Stuttgart   | Niemcy  | Niemcy  | Bundesliga | 1     | 0      |
| 2013/14 | RC Strasbourg   | Francja | Francja | National   | 17    | 1      |
| 2014/15 | RC Strasbourg   | Francja | Francja | National   | 1     | 0      |